# Ácido zoledrónico
El ácido zoledrónico es un medicamento que pertenece al grupo de los bifosfonatos y se emplea para el tratamiento de la osteoporosis. A diferencia de otros medicamentos de su grupo que se usan por vía oral en forma de comprimidos, el ácido zoledrónico se administra por vía intravenosa a lo largo de 15 minutos, a una dosis de 5 mg una vez al año.

## Historia
A mediados de la década de 1980, Ciba-Geigy comenzó un proyecto de investigación para identificar compuestos complementarios del pamidronato. Este bifosfonato tenía licencia de la industria química alemana Henkel y se lanzó al mercado en 1989, inicialmente para el tratamiento de la hipercalcemia de enfermedades malignas y posteriormente como inhibidor de las metástasis osteolíticas. De casi 300 compuestos seleccionados en estudios de perfiles preclínicos, el zoledronato fue identificado en 1987 como un bifosfonato novedoso y potente.
En comparación con el pamidronato, que tiene un solo átomo de nitrógeno en una cadena lateral alifática, la estructura química del zoledronato se caracteriza por un anillo de imidazol aromático que contiene dos átomos de nitrógeno y, por lo tanto, representa una nueva clase de bifosfonato que contiene nitrógeno. Si bien está registrado como ácido zoledrónico, es un anión cargado negativamente a pH fisiológico, por lo que a menudo se lo denomina zoledronato, de acuerdo con la nomenclatura de otros bifosfonatos utilizados clínicamente.
Basado en su perfil preclínico, el zoledronato entró en un programa de desarrollo clínico global en 1993 que terminó con la aprobación del compuesto en todo el mundo para el tratamiento de enfermedades óseas benignas y malignas.

## Farmacocinética
El ácido zoledrónico presenta grandes variabilidades farmacocinéticas interindividuales, independientes de la dosis, al contrario que otros bifosfonatos. Aquí van las subsecciones de los procesos a los que un fármaco es sometido a través de su paso por el organismo. Se describe lo que sucede con un fármaco desde el momento en el que es administrado hasta su total eliminación del cuerpo. (Ver farmacocinética)

### Vías de administración
Vía intravenosa, el ácido zoledrónico está disponible como solución intravenosa en concentraciones de 4 mg/5 ml y 5 mg/100 ml.

### Distribución
Presenta una unión a proteínas humanas entre el 28% y el 53%. Entre los bifosfonatos es que el presenta mayor afinidad por unirse a la hidroxiapatita en el hueso mineralizado. Además, esta mayor afinidad de unión del ácido zoledrónico al hueso mineralizado explica su prolongada duración de acción. Aproximadamente el 55% del zoledronato administrado es absorbido por el hueso y se libera gradualmente a la circulación sistémica. Ver Distribución (farmacología)

### Metabolismo y metabolitos
No tiene metabolismo hepático.

### Excreción
El 55% del ácido zoledrónico se deposita por un tiempo determinado, mientras que el 45% restante de la dosis se elimina sin cambios mediante excreción urinaria. El ácido zoledrónico se excreta por vía renal y el aclaramiento es independiente a la dosis de administración. Entre uno y dos tercios de la concentración del fármaco se encuentra en la orina en las 24 horas posteriores a la administración, y el resto se incorpora al tejido óseo. El fármaco se puede detectar en la orina en cantidades mínimas hasta 28 días después de la administración. La vida media de eliminación terminal de 146 horas, lo que indica eliminación trifásica. 

## Mecanismo de acción

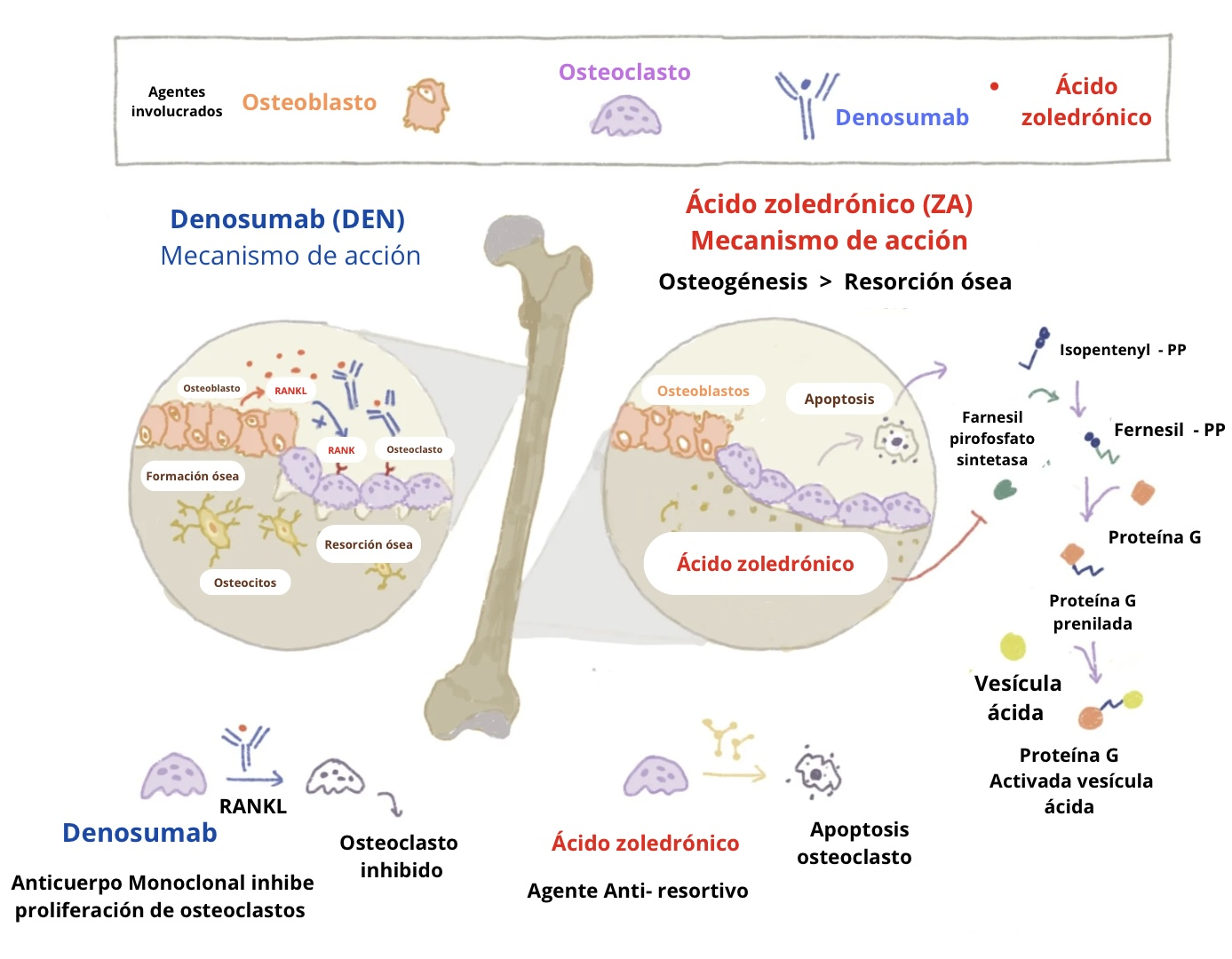
Comparación entre el mecanismo de acción del Ácido Zoledrónico y Denosumab.

La formación constante de hueso tiene como paso fundamental la unión del pirofosfato inorgánico a los cristales de hidroxiapatita. El ácido zoledrónico hace parte del grupo de bifosfonatos que contienen nitrógeno en su estructura orgánica, los cuales actúan de forma análoga al pirofosfato inorgánico. Sin embargo, tienen mayor afinidad de unión. Al momento de la degradación ósea los osteoclastos liberan el bifosfonato para iniciar la degradación ósea. Los bifosfonatos se unen y bloquean la actividad de la farmesil difosfonato sintasa ubicada dentro de los osteoclastos, la cual es una enzima importante para activar la vía 3-hidroxi-3-metilglutaril-CoA reductasa (HMG CoA), responsable de la síntesis de cuerpos cetónicos. La inhibición de esta vía afecta la modificación postraduccional de diversas proteínas, entre las proteínas de unión de guanosina trifosfato, necesarias para la  actividad y supervivencia de los osteoclastos.
Por lo tanto, el ácido zoledrónico incrementa la apoptosis de los osteoclastos y no afecta la actividad osteoblástica. El uso de ácido zoledrónico altera la actividad metabólica ósea para  favorecer el aumento de la densidad del hueso, y con ello disminuir el riesgo de fracturas vertebrales y de cadera en los pacientes afectos de osteoporosis. 

## Efectos farmacológicos
Reduce la actividad y supervivencia de osteoclastos, lo que provoca qué la tasa de formación ósea supere la tasa de resorción. 

## Interacciones
El ácido zoledrónico interacciona con los siguientes fármacos:
| Fármacos que interaccionan con el ácido zoledrónico        | |
| Fármaco                                                    | Resultados de la interacción |
| NSAIDs                                                     | Aumenta la incidencia de efectos adversos gastrointestinales o renales. |
| Aminoglucósidos                                            | Los bifosfonatos y los aminoglucósidos pueden inducir hipocalcemia por diferentes mecanismos y los efectos de ambos fármacos pueden persistir durante varias semanas; se debe tener cuidado al darlos juntos. |
| Antiácidos, los suplementos minerales y laxantes osmóticos | Pueden alterar la absorción de los bifosfonatos administrados por vía oral. |

## Uso clínico
Al ser un potente inhibidor de la resorción ósea presenta varios usos clínicos para el mantenimiento óptimo del sistema óseo, por ello se utiliza en diversas patologías o eventos clínicos, como lo son: 

### Hipercalcemia maligna
Es el trastorno metabólico potencialmente mortal que presentan con mayor frecuencia los pacientes oncológicos, pues la liberación de factores paracrinos y humorales por parte del tumor aumentan la actividad y proliferación de los osteoblastos seguido de la inhibición de la actividad osteoblástica. En últimas, provoca un aumento en la resorción ósea de calcio, además del aumento de los niveles de calcio sérico. El ácido zoledrónico es el bifosfonato más efectivo para reducir la actividad resortiva mediada por los osteoclastos en la superficie ósea.

### Enfermedad ósea de Paget
Es un trastorno esquelético no maligno caracterizado por anomalías óseas de tipo focal o multifocal, en las cuales las cuales se ve principalmente afectada la pelvis, la columna vertebral, el fémur, la tibia y/o el cráneo. Como tratamiento paliativo el ácido zoledrónico hace parte de los bifosfonatos que alivia el dolor con mayor eficacia que otros tipos de medicamentos y en el caso de presentar tolerancia a los bifosfonatos los pacientes pueden ser tratados con calcitonina.  

### Prevención de fracturas recurrentes en pacientes con enfermedades óseas
El ácido zoledrónico genera un aumento en la densidad mineral ósea y reducción de marcadores de remodelación ósea en paciente con osteoporosis menopáusica o inducida por uso de glucocorticoides, y en aquellos pacientes que presentan fractura de cadera reciente por traumatismo leve.

### Prevención de inducción de osteoporosis resultante del uso de glucocorticoides
El ácido zoledrónico, que se administra mediante infusión intravenosa, tiene la ventaja potencial de aumentar el cumplimiento y la adherencia de los pacientes cuando se administra 5 mg, una vez al año. El ácido zoledrónico es eficaz para prevenir y tratar la osteoporosis inducida por el uso de glucocorticoides, con una alta tasa general de seguridad y tolerabilidad y una baja tasa de eventos adversos graves.

### Disminución del riesgo de desarrollar osteoporosis en la menopausia
Los resultados de estudios recientes sugieren que el ácido zoledrónico también podría ser eficaz para la prevención de la pérdida ósea en mujeres posmenopáusicas osteopénicas. Estos datos son de interés porque sugieren que el uso de ácido zoledrónico es beneficioso en pacientes con un riesgo moderado de fractura o con condiciones patológicas asociadas con pérdida ósea en las que los bifosfonatos aún no se han estudiado ampliamente. ejemplo, (en inmovilización transitoria, anorexia, menopausia precoz y afecciones asociadas con un recambio óseo elevado, incluidos hiperparatiroidismo e hipertiroidismo).

### Osteoporosis (tanto en hombres como en mujeres)
En investigaciones recientes se  evaluó el ácido zoledrónico en la prevención secundaria de fracturas osteoporóticas, se demostró que los pacientes habían aumentado significativamente la densidad ósea en toda la cadera y el cuello femoral  y presentaban una disminución significativa en cualquier fractura nueva. 

### Neoplasias malignas óseas secundarias a mieloma múltiple o cáncer de seno
El ácido zoledrónico posee potentes propiedades antitumorales, las cuales están vinculadas tanto a su régimen de dosificación como a ciertos factores del paciente, como el bajo nivel de estrógenos en mujeres posmenopáusicas con cáncer de mama. La administración de este medicamento cada cuatro semanas o cada seis meses podría mejorar el pronóstico de los pacientes con cáncer, y una dosis de 1 mg semanal podría tener efectos antitumorales más pronunciados. 

## Efectos secundarios
Pueden aparecer síntomas inmediatamente después de la administración del fármaco que consisten en fiebre, dolores musculares, dolores articulares, dolor de cabeza y otros síntomas similares a los de la gripe. Esto ocurre hasta en un 44% de los pacientes después de la primera administración, disminuyendo considerablemente en administraciones sucesivas. Otro de los efectos secundarios que ocasiona es la osteonecrosis de maxilar, la cual reviste gravedad, aunque aparece con muy poca frecuencia, principalmente afecta al maxilar superior y ocurre preferentemente en pacientes con cáncer que han sido tratados con el fármaco y sometidos a extracciones dentales.

### Efecto sobre los electrolitos
- El zoledronato tiene efectos más potentes sobre el calcio que algunos de los otros bifosfonatos y ha precipitado hipocalcemia severa, lo que resulta en tetania y parestesia en algunos pacientes. En la mayoría de los casos, las condiciones preexistentes interfirieron con la respuesta fisiológica compensatoria esperada a la hipocalcemia. La deficiencia de vitamina D debe tratarse antes de iniciar el tratamiento con zoledronato. [7]

### Efectos oculares
- Se ha asociado con escleritis y uveítis anterior. El ácido zoledrónico también se ha asociado con dolor e hinchazón orbitales. Se han producido conjuntivitis inespecífica y visión anormal o borrosa con la mayoría de los bifosfonatos. [7]

### Efectos cardiacos
- Aumento del riesgo de fibrilación auricular grave al momento de la aplicación, con el uso bisfosfonatos. [7]

### Efectos renales
- La insuficiencia renal se ha asociado con los aminobifosfonatos. Es importante asegurar una hidratación adecuada antes y después de las dosis de ácido zoledrónico ya que la deshidratación predispone al deterioro de la función renal. [7]

### Efectos sobre el sistema músculo esquelético
- Reacciones musculoesqueléticas, fracturas atípicas y osteonecrosis de la mandíbula después del uso de bisfosfonatos, incluido el zoledronato. [7]

### Efectos sobre el sistema nervioso
- Se han notificado convulsiones después de la perfusión intravenosa de ácido zoledrónico.[7]

Para la evaluación de las reacciones adversas (RAM) se tendrán en cuenta los criterios de la CIOSM.
| Reacciones adversas a ácido zoledrónico                       |                 |                                                                        |
| Sistema implicado                                             | Grupo CIOSM     | Tipo de reacción                                                       |
| Trastornos oculares                                           | Frecuentes      | Conjuntivitis                                                          |
| Trastornos oculares                                           | Poco            | Visión borrosa                                                         |
| Trastornos oculares                                           | Raros           | Uveítis, epiescleritis                                                 |
| Trastornos de la sangre y del sistema linfático               | Frecuentes      | Anemia                                                                 |
| Trastornos de la sangre y del sistema linfático               | Poco frecuentes | Trombocitopenia, leucopenia                                            |
| Trastornos de la sangre y del sistema linfático               | Raros           | Pancitopenia                                                           |
| Trastornos del sistema nervioso                               | Frecuentes      | Dolor de cabeza, parestesia                                            |
| Trastornos del sistema nervioso                               | Poco frecuentes | Mareos, disgeusia, hipoestesia, hiperestesia, temblor.                 |
| Trastornos del sistema nervioso                               | Raros           | Convulsiones, hipoestesia y tetania (secundarias a hipocalcemia)       |
| Desórdenes psiquiátricos                                      | Frecuentes      | Trastornos del sueño                                                   |
| Desórdenes psiquiátricos                                      | Poco frecuentes | Ansiedad                                                               |
| Desórdenes psiquiátricos                                      | Raros           | Estado confusional                                                     |
| Trastornos respiratorios, torácicos y mediastínicos           | Poco frecuentes | Disnea, tos                                                            |
| Trastornos respiratorios, torácicos y mediastínicos           | Raros           | Enfermedad pulmonar intersticial (EPI)                                 |
| Trastornos musculoesqueléticos, del tejido conectivo y óseos. | Frecuentes      | Dolor óseo, mialgia, artralgia, dolor generalizado, rigidez articular. |
| Trastornos musculoesqueléticos, del tejido conectivo y óseos. | Poco frecuentes | Osteonecrosis de la mandíbula (ONM), espasmos musculares.              |
| Trastornos musculoesqueléticos, del tejido conectivo y óseos. | Frecuentes      | Dolor óseo, mialgia, artralgia, dolor generalizado, rigidez articular. |
| Trastornos musculoesqueléticos, del tejido conectivo y óseos. | Poco frecuentes | Osteonecrosis de la mandíbula (ONM), espasmos musculares.              |
| Trastornos renales y urinarios.                               | Frecuentes      | Insuficiencia renal                                                    |
| Trastornos renales y urinarios.                               | Poco frecuentes | Insuficiencia renal aguda, hematuria, proteinuria.                     |
| Trastornos renales y urinarios.                               | Raros           | Síndrome de Fanconi adquirido                                          |

## Contraindicaciones
Se encuentra contraindicado en caso de embarazo o lactancia, también si existe disminución de los niveles de calcio en sangre -hipocalcemia-. Debe administrarse con precaución en aquellos pacientes que presenten insuficiencia renal. En el tratamiento de la hipercalcemia de una enfermedad maligna, se debe evitar el zoledronato en pacientes con creatinina sérica superior a 4,5 mg/dl. Puede provocar reacciones alérgicas. 

## Otros usos OFF LABEL
El zoledronato se utiliza como tratamiento complementario en:
- Cáncer de mama, las guías de la Sociedad Estadounidense de Oncología Clínica y Atención del Cáncer de Ontario recomiendan el uso de zoledronato para el cáncer de mama. En el contexto del cáncer de mama metastásico, el ácido zoledrónico mensual ha demostrado una eficacia de prevención de eventos relacionados esqueléticos al menos comparable con la del pamidronato mensual, junto con algunos beneficios adicionales significativos en pacientes con lesiones óseas osteolíticas o que reciben terapia hormonal.[16]
- Pérdida ósea en pacientes posmenopáusicas que reciben inhibidores de la aromatasa. Estos inhiben casi por completo la producción de estrógenos endógenos que son necesarios para la salud ósea, y las mujeres tratadas con estos agentes tienen una rápida reducción de la densidad ósea asociada con un rápido aumento del recambio óseo y un alto riesgo de fractura. El ácido zoledrónico se ha estudiado para la prevención y el tratamiento de la pérdida ósea y para la reducción del riesgo de fractura en esta población.[17]
- Pérdida ósea asociada con la terapia de privación de andrógenos. En la terapia de privación de andrógenos para el cáncer de próstata que se asocia con una pérdida ósea acelerada y un mayor riesgo de fracturas. Se ha demostrado que el zoledronato 4 mg IV cada 3 meses durante cuatro tratamientos previene la pérdida ósea en pacientes que inician la terapia de privación de andrógenos y mejora densidad ósea en pacientes con cáncer de próstata (sin metástasis) que reciben la terapia antiandrogénica durante 1 año o menos o durante más de 1 año. [17]
- Cáncer de próstata avanzado que tienen un alto riesgo de fracturas debido a la pérdida ósea  según las directrices de la Asociación Estadounidense de Urología, se debe aconsejar el tratamiento preventivo con bisfosfonatos o denosumab en estos pacientes. [18]
- Cáncer de próstata metastásico resistente a la castración (mCRPC) con metástasis óseas con el fin de prevenir eventos adversos esqueléticos.[18]

## Controversias

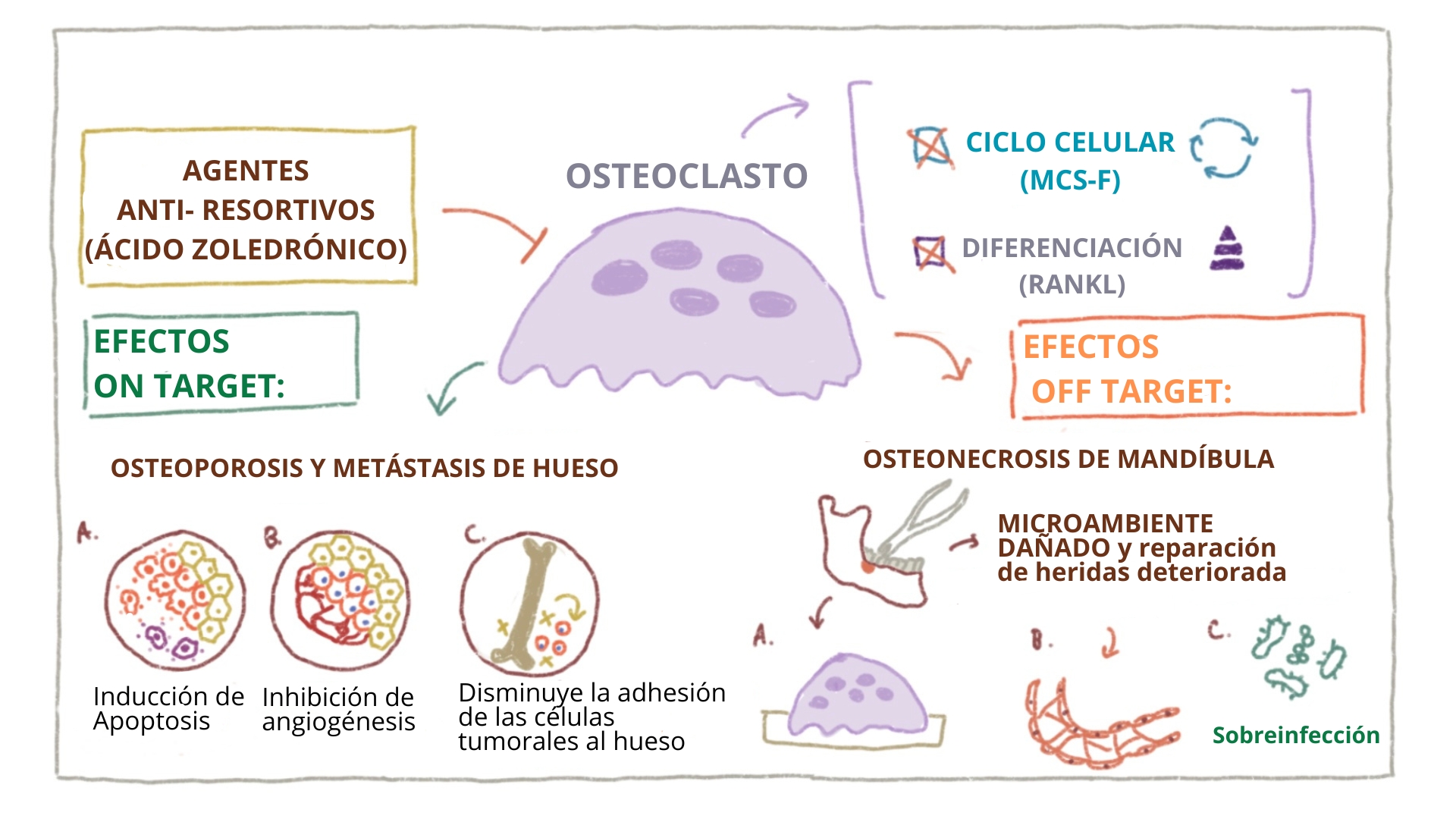
Efecto dentro y fuera del rango terapéutico del Ácido Zoledrónico.

Las controversias planteadas por el uso de ácido zoledrónico son: 
- Osteonecrosis de mandíbula: La osteonecrosis de la mandíbula que se produce como efecto adverso de la medicación antirresortiva y antiangiogénica es una afección multifactorial que reduce en gran medida la calidad de vida de los pacientes con cáncer. Originalmente definida como osteonecrosis de los maxilares inducida por bifosfonatos (o BRONJ), pasó a denominarse en 2014 osteonecrosis de los maxilares relacionada con medicamentos (o MRONJ), ya que, además de los bifosfonatos (BP), también se utilizan otros antiangiogénicos y antirresortivos. Están implicados fármacos con efectos adversos similares a los de la osteonecrosis. Entre los bifosfonatos, el ácido zoledrónico es el fármaco más potente, pero también tiene los efectos adversos más frecuentes, como la osteonecrosis en los huesos de la mandíbula. La frecuencia de osteonecrosis por bifosfonatos en pacientes oncológicos con metástasis óseas varía entre el 0,5% y el 18%, dependiendo del grupo estudiado. Entre los factores de riesgo implicados en su aparición, además de los factores relacionados con los fármacos (potencia, vía de administración, duración del tratamiento, características farmacocinéticas y farmacodinámicas y combinaciones de fármacos), existen factores relacionados con el paciente a saber, factores genéticos, factores sistémicos como la presencia de enfermedades coexistentes, como diabetes mellitus (DM), hipertensión (HTA), o el desarrollo de metástasis óseas,  factores orales y locales.Los pacientes que reciben este medicamento deben de recibir una evaluación odontológica antes de iniciar el tratamiento con el fin de reducir la enfermedad periodontal. [19]
- Uveítis: La uveítis inducida por ácido zoledrónico (ZAIU) es rara pero grave y recientemente se ha considerado parte de una reacción de fase aguda. Sólo se han notificado 15 casos desde 2005. La uveítis y la escleritis son las complicaciones oculares más graves del tratamiento de la presión arterial  y requieren la interrupción del tratamiento. Sin embargo, se desconoce la verdadera incidencia de estos efectos secundarios. [20]